# Filip Beatrix-Sacchi
Filip Beatrix-Sacchi, (Philippus, Philip), ur. 4 kwietnia 1791 roku we Włoszech, zm. 16 kwietnia 1850 roku w Worcester – pedagog, profesor Akademii Połockiej, ksiądz katolicki.
Jezuita, profesor poetyki i języka francuskiego w Akademii Połockiej, później także etyk. Po wypędzeniu jezuitów z Kresów przez cara wyemigrował do USA, gdzie się naturalizował. Dzięki listom polecającym biskupa Bolonii i generała Zakonu Jezuitów, Tadeusza Brzozowskiego, Beatrix-Sacchi podjął wykłady na Uniwersytecie Georgetown w USA i naturalizował się w Stanach Zjednoczonych. Profesor etyki na tym uniwersytecie. Współautor pracy Diarium of Paradise, (1842 – 1843).